# Cartaz-sanduíche

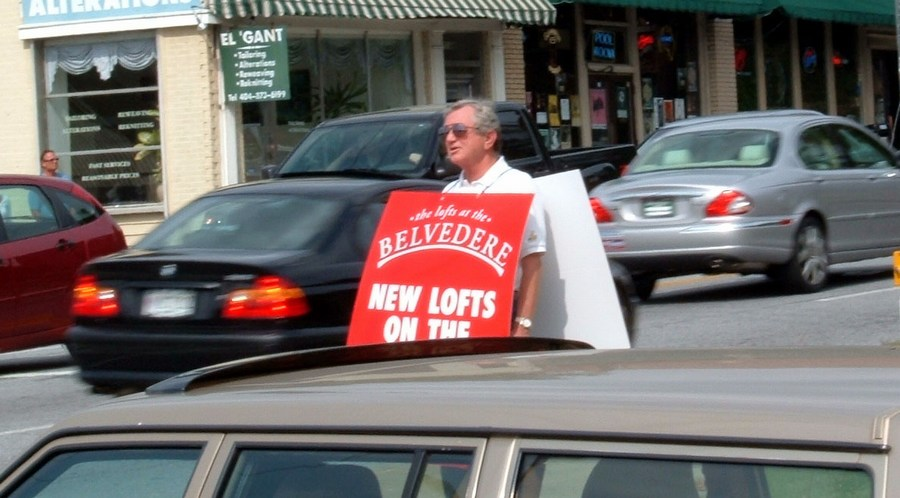
Homem vestindo um cartaz-sanduíche

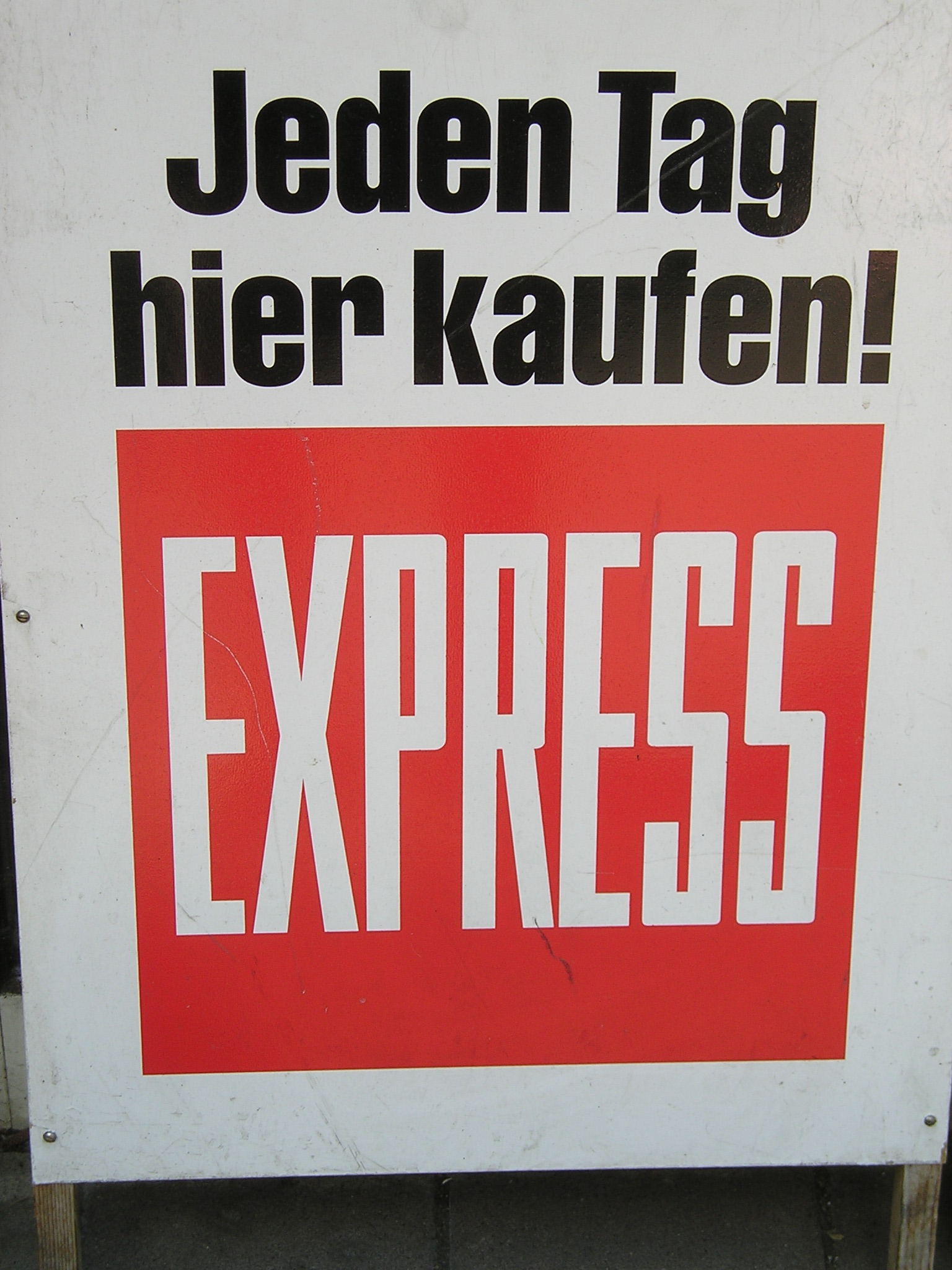
Cartaz-sanduíche montado próximo a uma loja

Um cartaz-sanduíche é um tipo de propaganda composta de duas placas (exibindo uma mensagem ou gráfico) e pode ser:
- Usado por uma pessoa, com uma placa na frente e outra para trás, formando um efeito "sanduíche"; ou
- Fixado (por exemplo, próximo a uma loja anunciando seus produtos) em um formato triangular, articulado ao longo do topo.

A versão vestível é geralmente ligada a correias atuando como suspensórios, permitindo que a pessoa vestindo os cartazes carregue o peso em seus ombros e mantendo os cartazes equilibrados em seu corpo. Cartazes-sanduíche são geralmente implantados em áreas de muito movimento de pedestres e anunciam empresas a uma curta distância. O homem-sanduíche pode também entregar panfletos ou gritar slogans publicitários. Cartazes-sanduíche foram mais populares no século XIX, e têm sido largamente suplantados pelos outdoors, que são mais eficazes em anunciar para os transeuntes que geralmente utilizam automóveis, ao invés de viajar a pé.[carece de fontes?]
No entanto, eles ainda são frequentemente vistos nas principais ruas comerciais como a Oxford Street (Londres) e a Champs-Élysées (Paris) onde são usados para anunciar ofertas de determinadas lojas na maioria das vezes em ruas adjacente.[carece de fontes?]